# Airne Fingein
Airne Fingein [arʲnʲe 'fʲiːnɣinʲ] („Fingeins Nachtwache“) ist der Name einer Erzählung im Historischen Zyklus der Irischen Mythologie. Entstanden wahrscheinlich schon im 9. Jahrhundert, ist sie durch vier Manuskripte aus dem 14. und 15. Jahrhundert tradiert.

## Inhalt
Dem Sagenhelden Fingein mac Luchta erscheint regelmäßig zu Samhain (1. November) die Fee Rothniam und prophezeit ihm die wichtigsten Ereignisse des folgenden Jahres. Einmal wird ihm dabei mitgeteilt, dass dem König Feidlimid noch in derselben Nacht ein Sohn geboren werde, der einst alle fünf Provinzen Irlands unter seine Herrschaft vereinen werde. Auch werde dieser ein Geschlecht von 53 Königen begründen. Diese Geburt sei von mythischen Zeichen begleitet, wie dem Entstehen von Seen und Flüssen, sowie dem Wiederauftauchen eines bei der Sintflut untergegangenen Baumes.
Der angekündigte zukünftige Hochkönig ist Conn Cétchathach, dem Fingein 50 Jahre lang als treuer Gefolgsmann dient und für den er schließlich den Schlachtentod stirbt.